# Frontera entre Alemanya i els Països Baixos
La frontera entre Alemanya i els Països Baixos es la frontera internacional entre Alemanya i els Països Baixos, estats membres de la Unió Europea i de l'Espai Schengen. Separa els länder alemanys de Baixa Saxònia i Rin del Nord-Westfàlia de les províncies neerlandeses de Groningen, Drenthe i Overijssel, Gelderland i Limburg.

## Traçat
La frontera comença al nord als marges de la badia de Dollart, a la part meridional de l'estuari del riu Ems, després baixa cap al sud, no sense desviar-se alguns kilòmetres vers l'oest, creant nombrosos sortints, però segueix en general els petits cursos de'aigua sw l'Overijsselse Vecht fins a Coevorden, del Rhin fins a la regió de Clèveris.

Mapa del traçat nord de la frontera

Llavors corre per la vall del riu Mosa durant uns 100 kilòmetres sota sobirania neerlandesa abans de partir de la ciutat de Sittard-Geleen, per unir-se al sud-est d'aquesta al trifini format per les fronteres Alemanya/Bèlgica i Bèlgica/Països Baixos al lloc ditt Vaalserberg situat al voltant de 3 km a l'oest d'Aquisgrà.

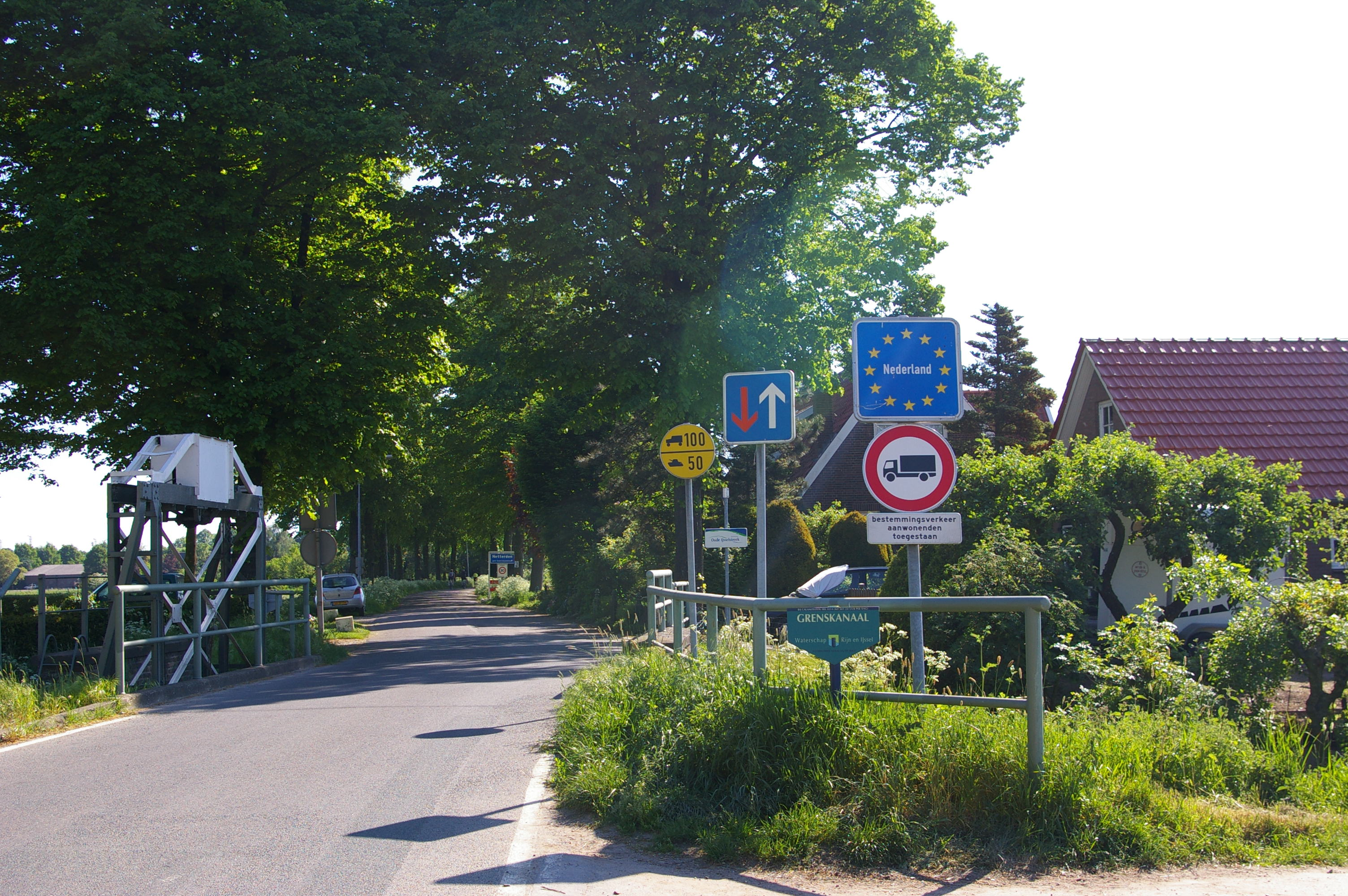
Entrada als Països Baixos per Netterden

## Disputes
La frontera marítima és disputa daen una part de l'estuari de l'Ems, fora de la badia de Dollart, on Alemanya té l'opinió que la frontera estatal corre pel marge esquerre de l'Ems, mentre que els Països Baixos es refereixen al seu tàlveg com a frontera. Això es basa en interpretacions d'antics tractats, especialment el Congrés de Viena de 1815. Aquesta disputa es va acabar el novembre de 2014 quan els ministres d'afers exteriors d'ambdós estats, Frank-Walter Steinmeier i Bert Koenders van signar finalment un acord que va posar fi a la disputa.